# ジョージズ川
座標: 南緯33度57分50秒 東経150度58分52秒 / 南緯33.964度 東経150.981度
ジョージズ川（Georges River）は、オーストラリアのニューサウスウェールズ州東部に位置する河川。河口部は三角江になっている。　

## 流路
アッピン、キャンベルタウン、リヴァプール、イーストヒルズ、ルガルノ、バンゴール、ブレイクハースト地域を北東へ流れ、シドニー南部のボタニー湾に繋がる。

## 支流
- Cabramatta Creek
- Prospect Creek
- Salt Pan Creek
- Woronora River

- チッピン・ノートン・レイクス（Chipping Norton Lakes） - チッピン・ノートン（Chipping Norton）郊外に位置する人工湖。シドニー南西部市民のレクリエーション・スポット。

## 橋梁
- Captain Cook Bridge (connecting Sans Souci to Taren Point),
- Tom Uglys Bridge (connecting Blakehurst to Sylvania) and
- Alfords Point Bridge (connecting Padstow Heights to Alfords Point).

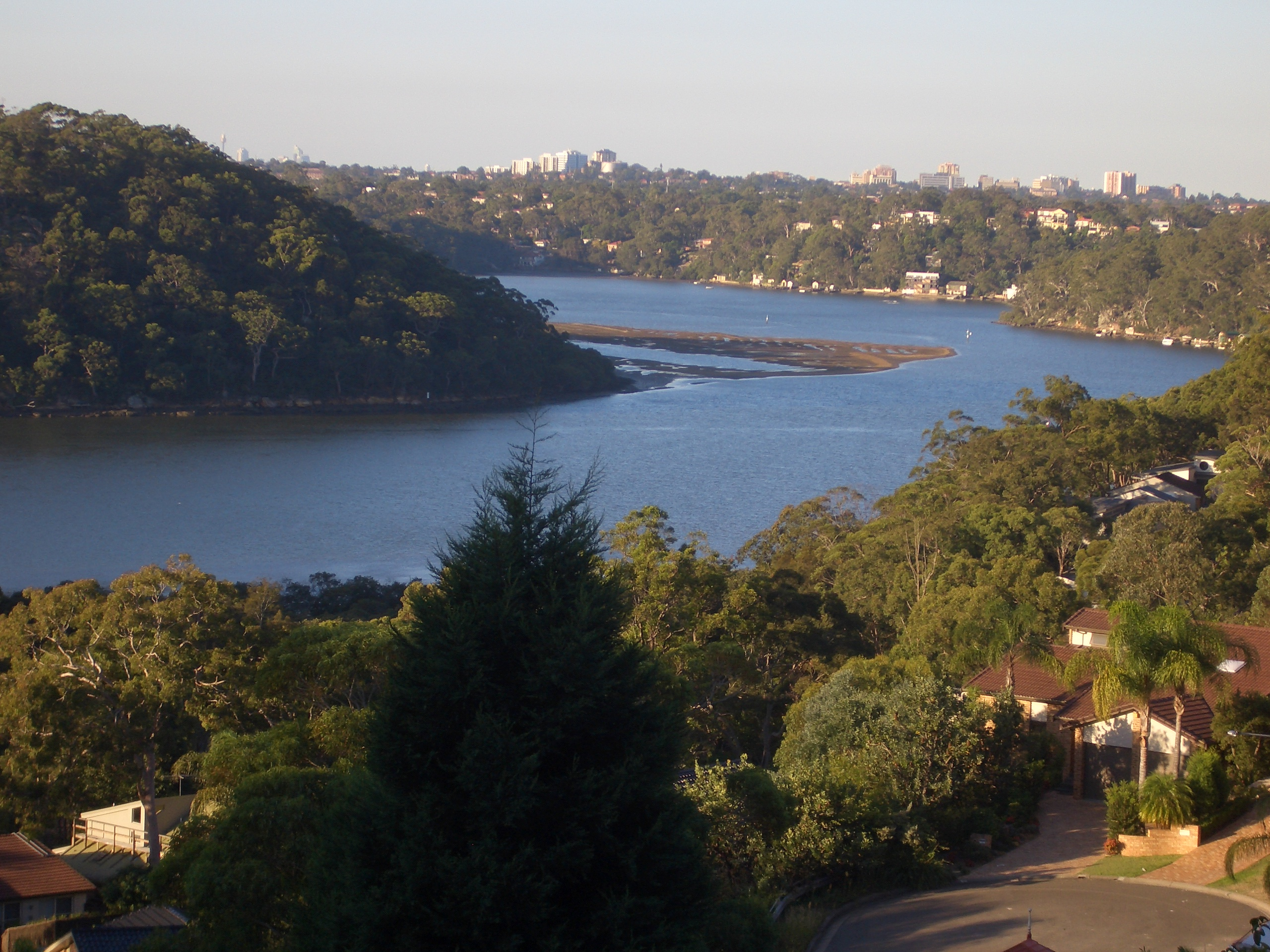
Georges River from Illawong

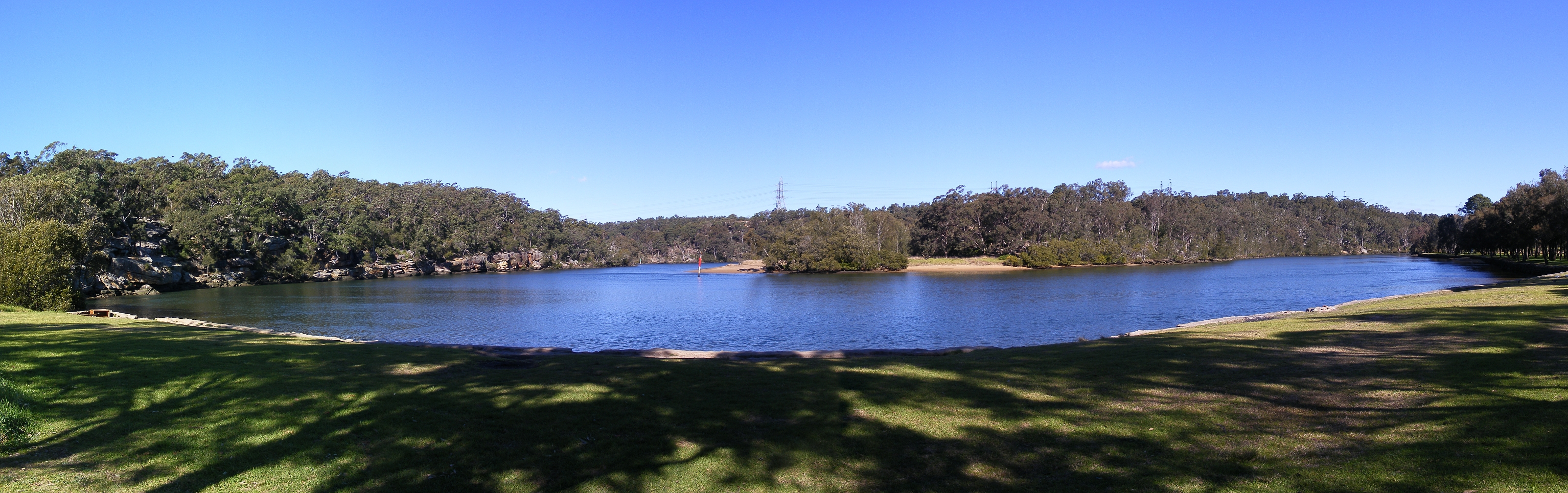
ピクニックポイント国立公園を流れるジョージズ川

## 名称
ジョージ3世に因んで、総督アーサー・フィリップにより名付けられる
。

## 漁業
フィッシング、カキ養殖に使用される。

## 参照
1. 1 2 3  Georges River information page, Campbelltown City Council Archived 2008年7月30日, at the Wayback Machine.
2. ↑   The Book of Sydney Suburbs, Compiled by Frances Pollon, Angus & Robertson Publishers, 1990, Published in Australia ISBN 0-207-14495-8, page 107